# Jurisdicción de Lara
Jurisdicción de Lara är en kommun i Spanien.   Den ligger i provinsen Provincia de Burgos och regionen Kastilien och Leon, i den norra delen av landet, 190 km norr om huvudstaden Madrid. Arean är 25,0 kvadratkilometer.
Terrängen i Jurisdicción de Lara är platt söderut, men norrut är den kuperad.